# Margrét Lára Viðarsdóttir
Margrét Lára Viðarsdóttir (Vestmannaeyjar, 25 luglio 1986) è una calciatrice islandese, attaccante del Valur e della nazionale islandese.
Con i cinque titoli di calciatrice islandese dell'anno, uno come sportivo islandese dell'anno, le oltre 100 presenze con la nazionale maggiore dove con 77 reti, al 2016, risulta la maggiore realizzatrice, è una delle più rappresentative calciatrici dell'Islanda.
È sorella maggiore di Elísa, anch'essa calciatrice di ruolo difensore, che condivide la maglia della nazionale e, per la stagione 2016, anche quella del Valur.

## Palmarès

### Club
- Campionato islandese: 4

Valur: 2006, 2007, 2008, 2019
- Coppa d'Islanda: 1

Valur: 2006

### Individuale
- Calciatrice islandese dell'anno: 5

2004, 2006, 2007, 2008, 2011
- Capocannoniere dell'Úrvalsdeild kvenna: 5

2004, 2005, 2006, 2007, 2008
- Capocannoniere della Damallsvenskan

2011
- Capocannoniere della UEFA Women's Cup (reti nella fase eliminatoria comprese)

2005-2006 (11 reti), 2007-2008 (9 reti, a pari merito con Vira Djatel e Patrizia Panico), 2008-2009 (14 reti)
- Sportivo islandese dell'anno: 1

2007